# Spatalla squamata
Spatalla squamata är en tvåhjärtbladig växtart som beskrevs av Meissn.. Spatalla squamata ingår i släktet Spatalla och familjen Proteaceae. Inga underarter finns listade i Catalogue of Life.